# 1297
Évszázadok: 12. század – 13. század – 14. század
Évtizedek: 1240-es évek – 1250-es évek – 1260-as évek – 1270-es évek – 1280-as évek – 1290-es évek – 1300-as évek – 1310-es évek – 1320-as évek – 1330-as évek – 1340-es évek
Évek: 1292 – 1293 – 1294 – 1295 –  1296 – 1297 – 1298 – 1299 – 1300 – 1301 – 1302

## Események

### Határozott dátumú események
- január 8. – Monaco elnyeri függetlenségét.
- augusztus 28. – I. Eduárd angol király sikertelen betörése Flandriába.
- augusztus 11. – IX. Lajos francia király szentté avatása.[1]
- augusztus 19. – Alig félévnyi püspöki szolgálat után, 23 éves korában rejtélyes betegségben meghal Anjou Szent Lajos ferences szerzetes, toulouse-i püspök, II. Károly nápolyi király másodszülött fia, V. István magyar király unokája.[2]
- szeptember 11. – A stirlingi csatában a skót sereg legyőzi az angolokat.[3]
- november 2. – III. András magyar király feleségének, Ágnes királynénak ajándékozza a Csák Mátétól visszafoglalt Pozsony vármegyét, annak összes váraival, falvaival és a vámjövedelmekkel együtt.

### Határozatlan dátumú események
- az év folyamán –
  - A skótok William Wallace vezetésével fellázadnak I. Eduárd angol király ellen.
  - II. Jóannész trapezunti császár halála. (Utódja fia, II. Alexiosz, aki 1330-ig uralkodik.)[4]

## Születések
- március 25. – III. Andronikosz bizánci császár († 1341)

## Halálozások
- augusztus 16./17. – II. Jóannész trapezunti császár (* 1262)
- augusztus 19. – Toulouse-i Szent Lajos ferences szerzetes, Toulouse püspöke (* 1270 k.)